# Atypophthalmus (Atypophthalmus) submendicus
Atypophthalmus (Atypophthalmus) submendicus is een tweevleugelige uit de familie steltmuggen (Limoniidae). De soort komt voor in het Afrotropisch gebied.